# Sheena Easton
Sheena Easton, pseudonimo di Sheena Shirley Orr (Bellshill, 27 aprile 1959), è una cantante e attrice scozzese.

## Biografia
Lanciata da uno dei primissimi talent show della BBC nel 1980, mirato a scoprire un nuovo nome del pop musicale, è riuscita poi a imporsi col suo singolo del 1981 For Your Eyes Only, colonna sonora del film Solo per i tuoi occhi di James Bond. Nel 1983 ha duettato con il cantante statunitense Kenny Rogers nella cover del brano We've got tonight. Tra il 1984 e il 1987 ha collaborato con Prince con il quale ha realizzato alcuni brani di cui il più noto è Sugar Walls come solista e i singoli in duetto U got the Look e The Arms of Orion compreso nella colonna sonora della pellicola Batman di Tim Burton.

## Discografia

### Album in studio
- 1981 - Take My Time
- 1981 - You Could Have Been with Me
- 1982 - Madness, Money & Music
- 1983 - Best Kept Secret
- 1984 - Todo Me Recuerda a Ti
- 1984 - A Private Heaven
- 1985 - Do You
- 1987 - No Sound But a Heart
- 1988 - The Lover in Me
- 1991 - What Comes Naturally
- 1993 - No Strings
- 1995 - My Cherie
- 1997 - Freedom
- 1999 - Home
- 2000 - Fabulous

### Raccolte
- 1995 - Greatest Hits

## Filmografia

### Cinema
- Le nuove avventure di Charlie (voce) (1996)

### Televisione
- Body Bags - Corpi estranei – serie TV (1993)
- David Copperfield – film TV (voce) (1993)
- TekWar (1994)
- Real Ghosts (1995)
- Miami Vice – serie TV, 5 episodi (1987-1988)
- Jack's Place – serie TV, 1 episodio (1993)
- Highlander (Highlander: The Series) – serie TV, episodio 2x05 (1993)
- Le avventure di Brisco County Jr. – serie TV, 1 episodio (1993)
- Gargoyles - Il risveglio degli eroi – serie TV, 6 episodi - voce (1995-1996)
- Oltre i limiti (The Outer Limits) – serie TV, 1 episodio (1996)
- Road Rovers – serie TV, 1 episodio - voce (1996)
- Anche i cani vanno in paradiso – serie TV, 17 episodi - voce (1996-1998)
- Duckman – serie TV, 1 episodio - voce (1997)
- La famiglia della giungla – serie TV, 1 episodio (1999)
- Chicken Soup for the Soul – serie TV, 1 episodio (1999)
- La leggenda di Tarzan – serie TV, 2 episodi - voce (2001)
- Vegas Live! with Clint Holmes & Sheena Easton – serie TV, episodi sconosciuti (2003)
- Young Blades – serie TV, 10 episodi (2005)
- Phineas e Ferb – serie TV, 1 episodio - voce (2009)

## Doppiaggio
- Anche i cani vanno in paradiso - Un racconto di Natale (1998)
- Scooby-Doo e il mostro di Loch Ness (2004)

## Videogiochi
- Planescape: Torment (1999) – voce